# Кинич-Кан-Балам II

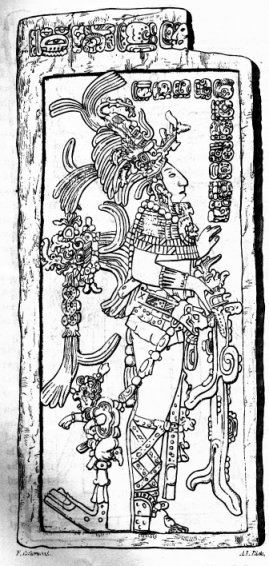
Репродукция панели Храма Креста, выполнена Фредериком Кезервудом, изображена интронизация Кинич-Кан-Балама II

Кинич-Кан-Балам II, так же известен как Чан-Бахлум II (майя: K'ihnich K'an B'ahlam — «Ягуар … Большое Солнце») (20 мая 635 года — 16 февраля 702 года) — правитель Баакульского царства майя со столицей в Лакам-Ха (Паленке) с  684 года по 702 год.
При его правлении, как и при его отце, Пакале, было характерно строительство крупных общественных зданий в Паленке. Проводил военные кампании против Тонины. Наследником стал его младший брат Кинич-Кан-Хой-Читам II.

## Биография

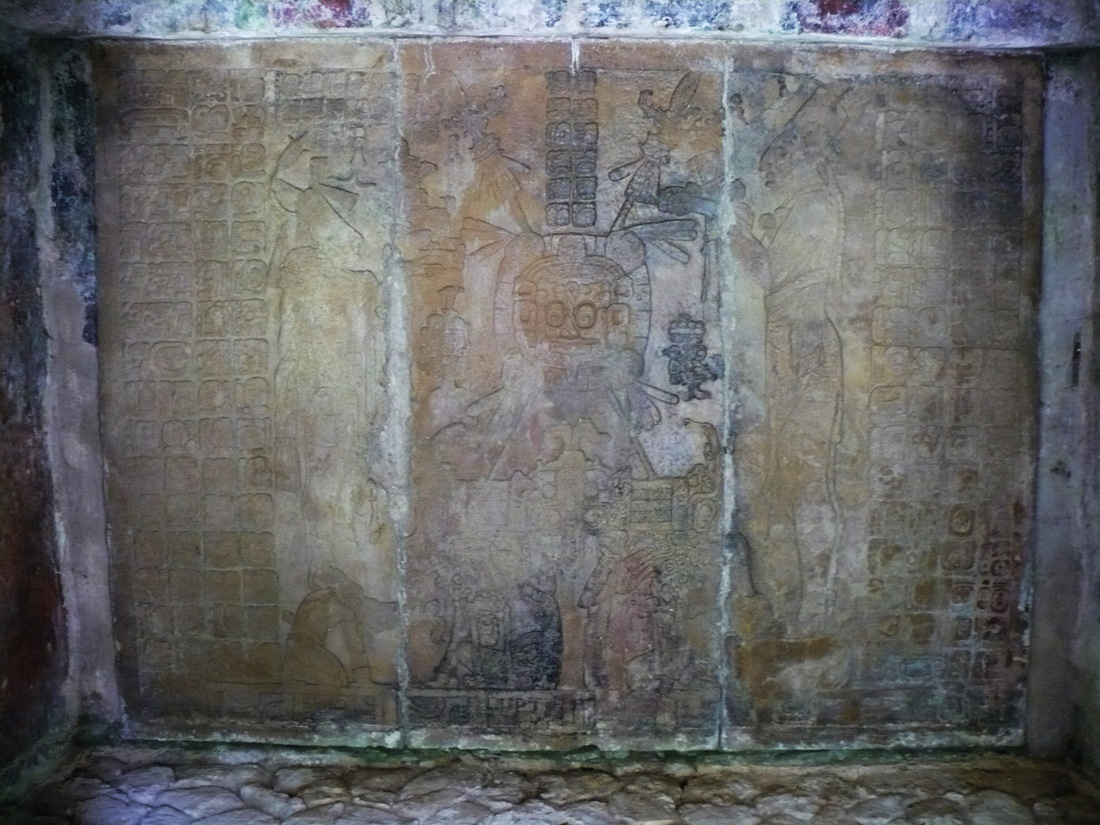
Панель Храма Солнца, на ней изображена, интронизация Кинич-Кан-Балама II на престол.

Кинич-Кан-Балам II двенадцатый известный правителей Баакуля. Является преемником и сыном Пакаля, его мать - Иш-Цакбу-Ахав.
Основные биографические данные:
- Родился:  9.10.2.6.6, 2 Kimi 19 Sotz'  (20 мая 635 года).
- Воцарился:  9.12.11.12.10, 8 Ok 3 K'ayab (7 января 684 года).
- Умер:  9.13.10.1.5, 6 Chikchan  3 Pop (16 февраля 702 года).
- Годы правления: 684—702.

## Военные кампании

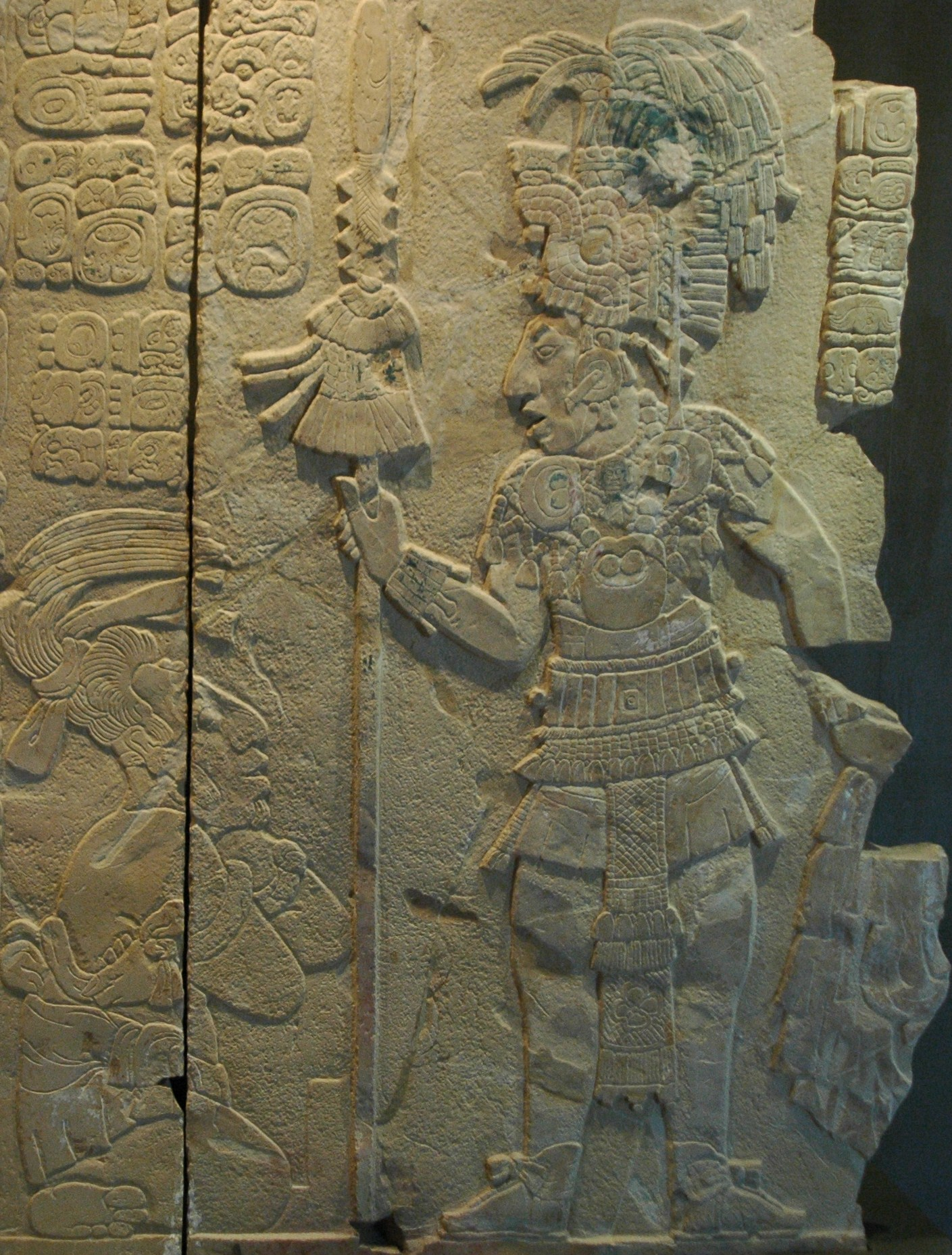
Храмовая панель XVII века, где изображен Кинич-Кан-Балам II с захваченным военнопленным.

В 687 году Кинич-Кан-Балам II одержал победу над царём Попо и взял его в плен. Причина этой военной операции неизвестна. В период между 692 и 695 годами начинается новая война Баакульского царства с Попо, в ходе которой Кинич-Кан-Балма II терпит крупное поражение с вражеской стороны, а шесть вассальных царей попадают в плен.

## Архитектура
В своё правление завершил строительство погребального храма отца. При Кинич-Кан-Баламе II была построена храмовая "Группа Креста" с Храмами Креста, Лиственного Креста и Солнца. При нём было написано большинство мифологических и династических текстов Паленке, являющихся важным источником по религиозно-мифологическим представлениям древних майя.